# Eduard Steinwand
Eduard Steinwand (* 21. Juli 1890 in Odessa, Russisches Kaiserreich; † 17. Februar 1960 in Erlangen) war ein russlanddeutscher evangelisch-lutherischer Theologe. Zuletzt lehrte er an der Universität Erlangen Praktische Theologie und Östliches Christentum.

## Leben
Steinwand war der älteste Sohn des damaligen Leiters der Zentralschule in Neusatz auf der Krim. Seine Vorfahren stammten aus Dürrmettstetten bei Horb am Neckar. Sein Taufpate war der Evangelist Samuel Keller, damals Pastor in Neusatz. Nach häuslichem Unterricht besuchte er die Zentralschule in Neusatz (1903–1907), war 1907/08 Volontär in der Maschinenfabrik eines Onkels in Odessa. Im Jahre 1908 ging er nach Dorpat, wo er bis 1912 das Privatgymnasium des Rudolf von Zeddelmann (1851–1916) besuchte. An der Kaiserlichen Universität Dorpat studierte er 1912 Medizin und 1913–1916 Evangelische Theologie. Er war Mitglied der russlanddeutschen Studentenverbindung „Teutonia“. Anschließend kehrte er nach Südrussland zurück.
Nach einem Probejahr in Hochheim auf der Krim war er 1918/19 Pastor in Eugenfeld im Gouvernement Taurien, 1920–1925 Lehrer und 1922–1925 Leiter der Zentralschule in Neusatz als Nachfolger seines Vaters. Nach schweren Jahren in Russland gelang ihm im Sommer 1924 die Ausreise aus dem bolschewistisch gewordenen Lande. Er zog nach Dorpat, wo er am 23. September 1924 die Pädagogentochter Marie Rathlef heiratete. 1925–1939 war er Lehrer an Arthur Walters Deutschem Privatgymnasium, dessen Mädchenabteilung von seiner Frau geleitet wurde. Er hielt 1927–1931 Vorlesungen beim Dorpater deutschen Theologischen Verein und war seit 1931 Dozent für Praktische Theologie an der Luther-Akademie. Er war seit 1927 Mitarbeiter von Pastor Oskar Schabert in der Baltischen Russlandarbeit und seit 1936 deren Leiter. 1936–1939 war er Herausgeber der Monatsschrift Evangelium und Osten. In Anerkennung seiner Russlandarbeit wurde ihm von der Theologischen Fakultät der Universität Breslau 1927 der D. theol. h. c. verliehen.
Nach der Umsiedlung der Deutsch-Balten im Jahre 1939 war Steinwand 1940–1942 stellvertretender und 1943–1949 ordentlicher Pastor an der Markuskirche (Hannover). 1941–1949 war er Beauftragter für die Katechetik in der Evangelisch-lutherischen Landeskirche Hannovers. 1950 folgte er dem Ruf der Friedrich-Alexander-Universität Erlangen auf den Lehrstuhl für Praktische Theologie und Theologie des Christlichen Ostens. Dort lehrte er bis zu seiner Emeritierung im Jahre 1958. Er war 1951–1960 auch Vorsitzender der westlichen Zentralstelle des Leipziger Missionswerks und seit 1952 auch Stadtrat von Erlangen. Dort starb er mit 70 Jahren.

## Veröffentlichungen (Auswahl)
- Der Heilsweg. Arbeitshilfen für die Darlegung der Heilsgeschichte in der christlichen Unterweisung. Vandenhoeck & Ruprecht, Göttingen 1949.
- mit Liselotte Corbach: Lasset uns aufsehen auf Jesum. Arbeitshilfen für den biblischen Unterricht. Vandenhoeck & Ruprecht, Göttingen 1947–1951 (3 Bde.).
- Passionsandachten. Vandenhoeck & Ruprecht, Göttingen 1957.
- Glaube und Kirche in Rußland. Gesammelte Aufsätze, hrsg. von M. Steinwand und K. Gramer, 1962.
- Seelsorge und gelebter Glaube. Gesammelte Aufsätze, hrsg. von M. Seitz, 1964.